# Германова, Роза Мария
Роза Мария Германова (пол. Róża Maria Herman; 16 января 1902, Лодзь — 7 марта 1995, Лодзь) — польская шахматистка, международный мастер (звание присвоено в 1950).

## Биография
Роза Мария (в девичестве Любинская) была доктором медицинских наук, окончила Варшавский университет. Была замужем за польским неврологом Евфимием Германом (1892—1985), в браке родилась дочь Кристина — студентка отделения польской филологии Варшавского университета, погибшая в 1944 году.
Участница 18 чемпионатов Польши, двукратная чемпионка страны 1949 и 1950 гг. В чемпионате 1951 года завоевала серебряную медаль.
Участница 3-х чемпионатов мира: 1935 — 6—7-е; 1937 — 10—16-е; 1949/1950 — 16-е места.